# Olios longespinus
Olios longespinus är en spindelart som beskrevs av Lodovico di Caporiacco 1947. Olios longespinus ingår i släktet Olios och familjen jättekrabbspindlar. Inga underarter finns listade i Catalogue of Life.